# Taoundart
 (août 2010).
Si vous disposez d'ouvrages ou d'articles de référence ou si vous connaissez des sites web de qualité traitant du thème abordé ici, merci de compléter l'article en donnant les références utiles à sa vérifiabilité et en les liant à la section « Notes et références ».
Taoundart (appelée également In Erkeche en Tamasheq la langue des touaregs) est un village du sud algérien faisant partie de la commune de Tin Zaouatine, dans la wilaya de Tamanrasset, situé à 500 km au sud-ouest de Tamanrasset.

## Géographie

### Localisation
Le village est situé à 80 km au nord de Tin Zaouatine, le chef lieu de la commune.

### Climat
Les précipitations sont très rares pendant l’année seulement existe les pluies estivales, la quantité moyenne de pluie en aout (11,5 mm). Donc le climat de Taoundart est relativement chaud durant d’année.

## Histoire
C'est un chef lieu d'Antenne depuis 1990.

## Démographie
la région de Taoundart englobe plus de 7 000 habitants nomades et sédentaires.
In Erkeche est habité par la communauté Touarègue.

## Administration
Taoundart possède une école primaire et un internat.

## Économie
La région de Taoundart est célèbre par sa richesse en sous-sol.
Aux alentours du village on trouve les mines d'or d'Amesmassa et de Tirek.

## Patrimoine
La diversification végétale et animale dans le village est encore conservable par les habitants de la région contre la dégradation et la disparition.